# Bóxer
El bóxer (en alemán: Deutscher Boxer) es una raza de perro de trabajo y compañía de origen alemán, tipo moloso, de tamaño mediano. La raza se creó a base de cruces con bullenbeisser, bulldog de antaño, bulldog inglés y otras razas no documentadas. La primera vez en aparecer un bóxer fue en 1895 en Múnich por el Múnich Bóxer Club. Friedrun Stockmann y su esposo Phillip considerados los «padres de la raza bóxer» gracias a su criadero llamado vom Dom. Los sucesos bélicos en ese tiempo ocasionaron una considerable disminución de la raza, aunque ellos la mantuvieron estable.
Fue en su momento un perro de guerra, importante durante la Primera Guerra Mundial y la Segunda Guerra Mundial. Era útil para el ejército alemán al enviar mensajes, transportar cables de comunicación o recoger algunos cuerpos de soldados heridos en medio del campo de batalla antes de que llegaran otras razas que eran mejores que el bóxer en estos trabajos. A pesar de estas estadísticas sigue siendo elegido como perro policía del K-9 en distintas partes del mundo,[cita requerida] aunque no tanto como anteriormente ocurría. Estados Unidos aún prefiere en algunos casos al bóxer.
En una encuesta realizada por la Federación Cinológica Internacional, en el año 2012-2013, obtuvo el 9.° lugar dentro de las treinta razas más populares de todos los países miembros. Mientras que en 2012, se ubicó en el 7.° lugar en la lista del American Kennel Club.
En algunos municipios de España, el bóxer está considerado como un perro potencialmente peligroso, aunque el BOE no acoge la raza Bóxer en el Anexo I
La raza bóxer se considera uno de los procreadores del dogo guatemalteco y de la extinta raza del perro de pelea cordobés; también ha dado lugar a razas híbridas reconocidas por el Club Híbrido Canino Americano, que son: el bull bóxer (bulldog americano con bóxer), el boxador (labrador retriever con bóxer) y el boxita (Akita Inu con bóxer), aunque la práctica de estos cruces está siendo un tema con mucha controversia.

## Historia
Existe amplia documentación sobre los orígenes de la Raza Bóxer, destacando entre ellos el denominado pequeño bullenbeisser. Estos bullenbeissers (o mordedores de toros) eran perros de caza, usados sobre todo para el jabalí y el ciervo. 

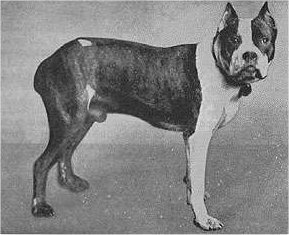
Mühlbauer's Flocki, el único perro que se presentó en 1895 en la primera exposición canina de Bóxer. Se registró en el libro de orígenes con el número 1.

Sin embargo, después de la Revolución francesa, el interés en los ayudantes de caza disminuyó rápidamente, ya que los principados en Alemania se disolvieron y, por lo tanto, la caza majestuosa llegó a su fin. Además, las armas de fuego habían hecho previamente innecesario el uso de perros de caza. Sin embargo, el Brabant Bullenbeißer encontró otras áreas de aplicación. Fue utilizado por particulares como perro guardián y de protección o fue utilizado en peleas. El antepasado del boxer peleaba contra toros (“Bullenbeißer ”) u otros perros. Afortunadamente, estos "deportes" fueron prohibidos en Alemania a mediados del siglo 19. 

Existen varias teorías acerca del origen del nombre de la raza, aunque la más extendida es la de que un perro llamado Boxl utilizado por un carnicero de Berlín fue quien dio el nombre a la raza. 

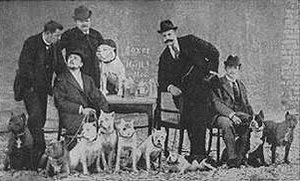
El Múnich Bóxer Club en 1895 con Friedrich Robert (a la derecha) y Elard König, Rudolf Hogner (a la izquierda). Los tres mencionados ayudaron además a la creación de otras razas, estas a su vez conjuntamente se les llama Generación Bullenbeisser.

En 1894, un famoso criador de bulldogs llamado Friedrich Roberth fue la primera persona en pronunciar «bóxer» en la raza, aludiendo a los atributos y ventajas, ya que él poseía una bóxer hembra; Friedrich declaró que ninguna institución o persona ayudaba a que se consigan bóxers buenos o al menos preservar la raza y de que este era el único camino para que Alemania preservara una nueva raza canina. 
En 1895, tres hombres entusiastas fundaron el "Boxer Klub": Elard König, Friedrich Roberth y Rudolf Hoepner. Su objetivo era convertir al bóxer en una raza de perro de apariencia uniforme y con ciertos rasgos de carácter. Algún tiempo antes, pero en el mismo año, el "St. Bernhard Klub" permitió una clase de prueba para el bóxer en una de sus exhibiciones. Sin embargo, solo se reportó un perro: "Mühlbauer's Flocki". No hace falta decir que recibió el primer premio y, al mismo tiempo, también se convirtió en el primer perro en ser inscrito en el libro de orígenes. Solo un año más tarde, se creó el Club del Bóxer. En1904 se fundó la revista Boxer der Boxer Blatter.
Durante la Primera Guerra Mundial se utilizó al bóxer como perro militar y mensajero para beneficio de las tropas alemanas, y se obligó a todos los Bóxer servir como perros de guerra. La Segunda Guerra Mundial casi lleva a la extinción completa de la raza Bóxer. El ejército alemán ordenó que cualquier perra de pura raza en edad de cría debía ser cubierta por un macho con Körung  para abastecer el ejército de perros suficientes para la batalla. Los criadores de perros recibían vales de comida para poder alimentar a sus perros. Dada la situación difícil que se vivía en esta época, Friedrun Stockmann se vio obligada a vender su macho Sigurd vom Dom a estados unidos, donde fue adquirido a la edad de 5 años por Barmere Kennels. Siegurd vom Dom tuvo una gran influencia en la cría moderna del Bóxer y marcó muchas características típicas de la raza actual.

### La leyenda del bóxer
Esta leyenda fue atribuida por el criadero vom Dom y hace referencia al hocico ancho y aplastado que tiene el bóxer:

Era el quinto día de la creación. Después de que el Señor hubiera creado todos los animales, comenzó a modelar un ejemplar de cada futura raza de perros. Había perros grandes y pequeños, de pelo largo y de pelo corto, de pelo hirsuto, negros, blancos, manchados y atigrados; en pocas palabras todo lo que un hombre hubiera podido desear. Todos los perros habían sido ya creados, entonces el Señor satisfecho, los miró y dijo: "Aquí hay un abanico de elecciones, que todos los otros restantes animales no pueden ofrecer. Pero para completar el trabajo, quiero ahora hacer un perro en el que estén asociados la potencia y la nobleza, la velocidad y el valor, unidos a la bondad". Tomó entonces un puñado de arcilla y modeló el bóxer. Era igual al que conocemos hoy, solo que su cabeza no se diferenciaba mucho de la de otros perros. El Señor se alegró y dijo: "Este me ha salido bien de verdad, por esto lo quiero poner aparte, ya que esta blando todavía y puede ser fácilmente dañado."

El bóxer había oído todo, y levantó orgullosamente la cabeza porque había entendido que era el más hermoso de todos. Además no despreciaba el hacerse grande entre los otros perros y pretendía reconocimiento y honores por parte de todos. Las razas pequeñas estaban de acuerdo y tributaban al bóxer los honores pedidos. Pero las razas más grandes se comportaban de manera diferente, porque soportaban con disgusto que un bóxer, apenas de tamaño mediano, tuviera que estar antepuesto a ellos. Comenzaron enseguida palabras ofensivas; pero de repente, y ninguno se lo esperaba, el bóxer lleno de rabia se precipitó contra sus adversarios. Pero este no había tenido en cuenta su hocico, que estaba todavía blando, porque había sido hecho el último y la arcilla no se había secado aún. El hocico se aplastó notablemente y cuando el Señor acudió a sacarlo de la reyerta, la desgracia había acaecido. Pero el Señor sonrió y dijo: "¡Como forma de castigo te quedarás así, como estás ahora".»
Frau Stockmann, madre de la raza bóxer

## Desarrollo de la raza

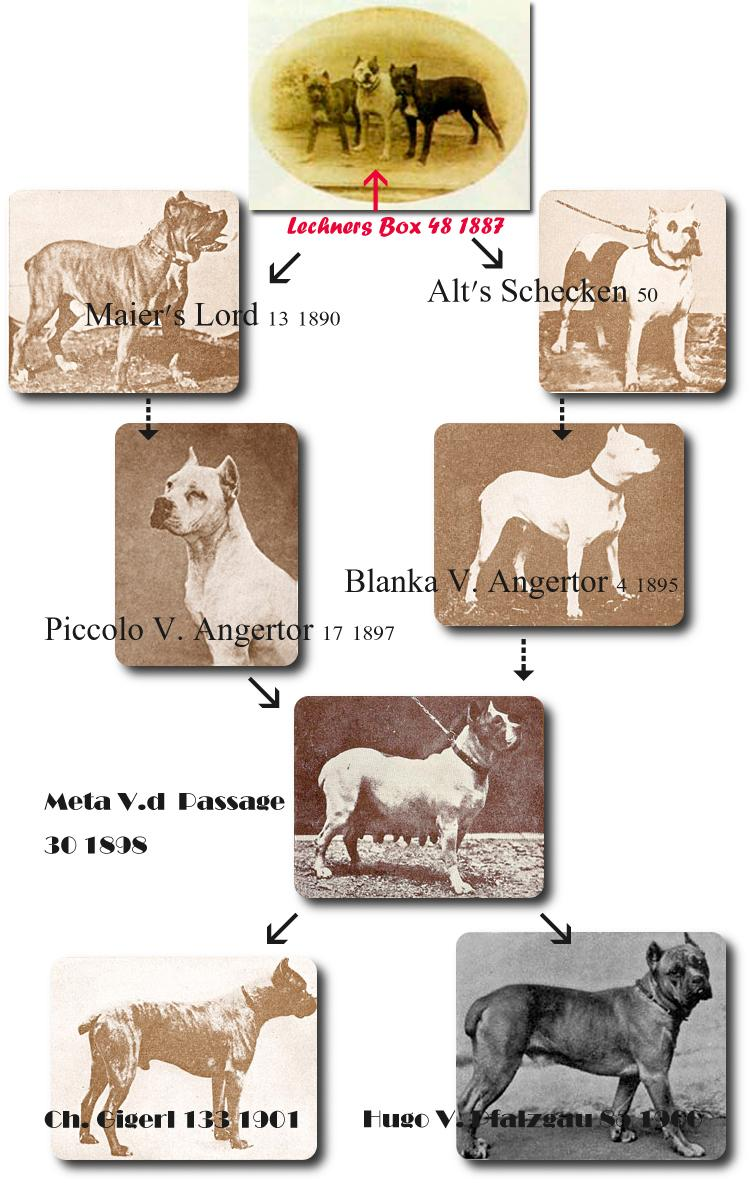
Base fundacional de la raza: los primeros ejemplares.

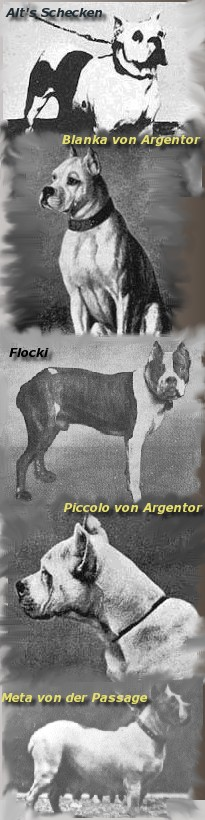
Los primeros perros carecían de homogeneidad, pero sus contribuciones son la base del bóxer moderno. Alt’s Schecken, bullenbeisser que hizo posible la procreación del primer ejemplar registrado, llamado Flocki. Una excelente hembra proveniente del macho Piccolo von Argentor y la hembra Blanka von Argentor es: Meta von der Passage, fue quien consiguió darle homogeneidad a la raza, gracias a sus camadas.

La crianza empieza con una perra francesa llamada Flora, propiedad de George Muhlbahuer Alt de la ciudad de Múnich(Alemania). George Alt la apareó con un perro conocido como Boxer y produjo un macho leonado llamado 'Boxer de Lechner. Este perro fue a su vez apareado con su madre y este cruce dio dos hembras llamadas Flora II y Alt's Schecken.
El 26 de febrero de 1895 nace Flocki, fruto del cruce de un antiguo bulldog inglés llamado Tom (propiedad del Dr. Toenniessen) y Alt's Schecken. Flocki fue el primer perro inscrito en el Libro Genealógico Alemán del Bóxer y el ganador de la primera exposición de la raza. 
A iniciativa de Friedrich Roberth, Elard König y Rudolf Hoepner se funda en 1895, el Boxer Klub E. V. en Múnich, Alemania para dedicarse al fomento y desarrollo de la raza bóxer. 
El 14 de julio de 1902 se establece el primer estándar de la raza y como apariencia general se caracteriza al bóxer como perro de talla media, pelo corto, fuerte, recio, ágil y elegante, que se apoya sobre miembros rectos, robustos y construido completamente sobre el crado. El tipo de mordedura era en tijeras y la cabeza era acortada como de un alano (relación 1:1). Posteriormente, se utilizó al bulldog de esa época con el fin de alcanzar las nuevas características que se establecieron en el segundo estándar de la raza en 1905. En 1904 apareció la primera edición de la revista Boxer der Boxer Blätter. 
Meta von der Passage (Piccolo von Angentor & Blanka von Angentor) es considerada como la progenitora del bóxer tal como hoy lo conocemos, pues ella procreó con gran homogeneidad. Meta apareada con Flock St. Salvator parió dos perros destinados a tener una gran influencia en la raza: Hugo von Pfalzgau y Schani von der Passage. Schani fue padre de Rigo von Angertor & Hugo von Pfalzgau fue padre de Curt von Pfalzgau, padre a su vez de Rolf von Vogelsberg. Entre los descendientes de este último figuran Dorian von Marienhof & Sigurd, Utz & Lustig vom Dom (criados por Friederun Stockmann) quienes le dieron el impulso a la raza en el mundo entero. 
El estándar de la raza fue sometido a una revisión en 1920. Las características más sobresalientes fueron la mordida prognata, cabeza braquicéfala (relación cráneo hocico 2:1), incremento de la talla y aceptación de las marcas blancas, llevado en forma armónica y que no podían exceder un tercio del total del color del manto. En 1925 fueron excluidos los bóxers negros, y en 1938 los manchados. 
En resumen, el bóxer es un perro mediano de pelo liso, atlético con una estructura cuadrada y miembros fuertes. Su musculatura es compacta, fuertemente desarrollada y elástica. Sus movimientos son vivaces, llenos de fuerza, de andar seguro, con paso libre, ágil. Se reconoce su color de pelaje: atigrado y leonado (el denominado pseudo-irish spotting, que aparece de manera natural en la raza, puede limitarse a unas atractivas marcas blancas, aceptadas por el estándar, o extenderse por todo el cuerpo, lo cual es considerado un defecto por muchas asociaciones cinológicas).
El temperamento del bóxer es de suma importancia y requiere de atención. Su apego y lealtad a la familia, su valor como defensor y protector, fácil de educar, gracias a su predisposición a ser obediente, así como su limpieza, lo convierten en un buen perro familiar, de servicio, protección y guardia. Desde 1921, el bóxer es considerado perro de utilidad.

### El antiguo criaderovom Dom
Fue uno de los más influyentes criaderos de la raza bóxer en el siglo XIX aproximadamente; guiado por Friedrun Stockmann después de que muriera su esposo Philip Stockmann, ambos son considerados los padres de la raza bóxer. Los antiguos canes de este criadero son de suma importancia en el acervo génico de los ejemplares bóxer presentes en los distintos continentes. Quizás hubo otros criaderos, pero el que tuvo mayor influencia en esos años fue el criadero "vom Dom". La historia de este criadero se ha conocido por el libro publicado por la misma criadora, Friedrun Stockmann, "Mein Leben mit Boxern"(Mi vida con bóxers) a su vez redactado en un artículo de la revista Boxer der Boxer Blätter.

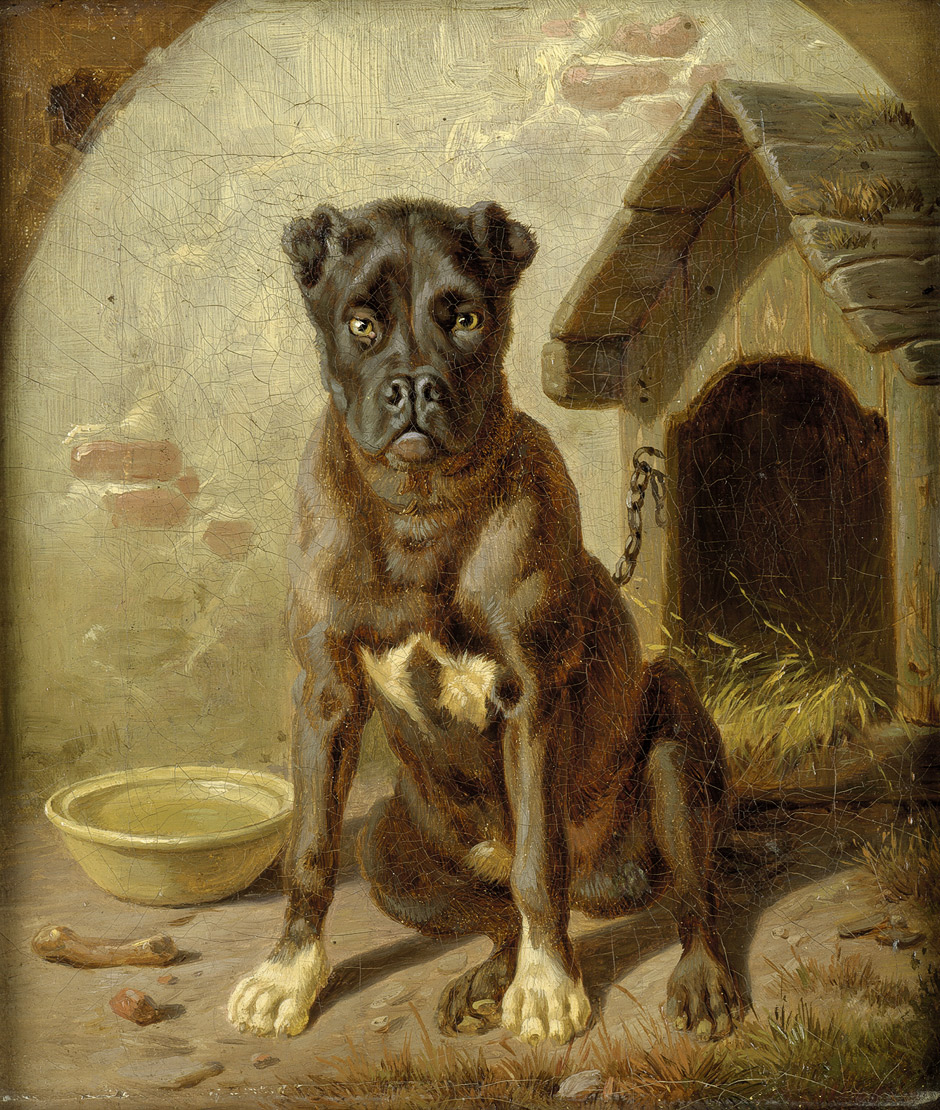
Representación de la raza bóxer en la antigüedad, data del.

Friedrun Stockmann estuvo en Múnich donde conoció a su esposo mientras asistía a clases nocturnas de dibujo. Durante un tiempo no le mostró interés ni a él o los demás jóvenes compitiendo por su amor, pero un día Philip le contó la historia de las travesuras de su mascota y ella preguntó —¿Qué clase de perro es? y él respondió: —¡Oh, es como un tigre con cabeza grande y hocico negro!. Friedrun rápidamente pensó: ¡Un bóxer, quizá!. El interés de Friedrun de averiguar más acerca de este perro, ocasionó que conociera mejor a su dueño también. Después de conocer a Pluto, el bóxer macho mascota de Philip, notó que era muy obediente, sin embargo, tenía sus puntos negativos como haber matado a un chivo y lastimar en la espinilla a otro perro más grande que él.
Después de seis meses de saber más acerca de Philip Stockmann ahora novios y comprometidos, por fin se volvió dueña de Pluto, el primer bóxer de su vida. Relatando que por más que tuviera malos hábitos y causara muchos problemas fue para ella por mucho una maravilla y belleza de perro. En Friedrun se despertó el interés por la raza de Pluto, y se mantuvo leyendo artículos de la revista Boxer der Boxer Blätter que contenía información de los jueces y el estándar de la raza, comparó a Pluto y se decepcionó al ver muchas diferencias y notar que posiblemente no era de raza pura, pero nunca perdió las esperanzas, le pregunto a su novio Philip si se podría usar a Pluto para registrarse y procrear crías; al tener la confirmación de su novio, rápidamente encontró a la hembra bóxer llamada Laska de seis meses, la compró sin que sus padres conocieran tal hecho. Por suerte, sus padres amaron a los dos perros y más a Laska.

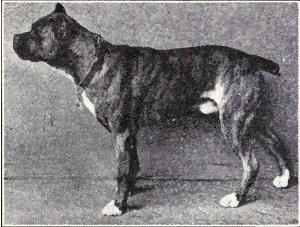
Rolf von Vogelsberg el pentacampeón alemán, fue el bóxer más influyente del criadero vom Dom y sus camadas formaron parte de las unidades caninas del ejército nazi.

Tiempo después Friedrun se asoció al Múnich Bóxer Club y se convirtió en una ávida lectora de la revista Boxer der Blätter. Por entonces existía una estrella bóxer atigrado llamado Rolf Vogelsberg, su mascota Laska era leonada con una mancha blanca, por muchos deseaba en los atigrados, por lo que este campeón atrajo su interés. En 1911, Philip Stockmann llegó al Gueto de Riga, donde se casó con Friedrun.
Luego de la ceremonia decidieron asistir a la exposición de bóxer en Múnich. En ese tiempo existían momentos bélicos en su nación, por tanto, tuvieron que viajar en trenes rusos, y los animales eran trasladados aparte. Friedrun esperó por mucho tiempo a sus bóxers que nunca llegaron, su esposo consideró enviar telegramas para saber el paradero de los perros en el viaje, y continuaron con su recorrido. Al llegar a su casa en Fuerstenfeldbruck, cerca de Múnich, los perros por supuesto no llegaban, Miriam asistía puntual día tras día para saber si estaban y nada, al octavo día llegaron: Flacos y necesitados de un buen cepillado, pero felices de ver a Friedrun.
Pluto y Laska fueron registrados bajo el afijo vom Dom (que hace referencia a la pequeña catedral que se situaba enfrente de la casa de los padres de Freidrun, pues significa "de la catedral"), aunque ninguno de ellos contribuyó a la raza. Pluto murió antes de reproducirse con Laska. Durante la exposición del bóxer en Múnich, encontró a su estrella atigrado Rolf von Vogelsberg en venta, sin pensarlo gasto sus ahorros y lo compró, llevándolo a su nuevo criadero.
Otra adquisición del criadero fue la madre de Laska, Traudel von Steinhausen, la cual tuvo buenas camadas, pero solo uno de toda la camada fue sobresaliente, consiguiendo un éxito como criadora principiante.
Su próxima camada sería con Laska y Rolf Vogelsberg, todas de mala calidad. Luego Traudel tuvo otro segundo apareamiento con Rolf von Vogelsberg. Tuvo nueve machos –cuatro de ellos blancos– y solo dos vivieron. De estos dos, solamente Credo vom Dom fue exhibido con éxito[...]
Friedrun se dio cuenta de que no podría alimentar a todos sus perros, por lo cual comenzó a vender a la mayoría de ellos. Su esposo fue enrolado y puesto a cargo de una unidad de perros de guerra. El gobierno había hecho un llamado para la provisión de perros; el Múnich Bóxer Club fue la primera organización que respondió a este llamado, entregando una cantidad de buenos perros para su entrenamiento.
Mientras tanto, Friedrun se quedó completamente aislada de su familia en Riga y sola para cuidar una criatura pequeña y una casa grande y bastante cara. El gobierno no daba ningún medio de sustento; pero a pesar de las dificultades financieras, pudo quedarse con la mayoría de los perros restantes: tres hembras y su viejo bóxer campeón Rolf von Vogelsberg. Finalmente, llegó el momento en que no pudo alimentarlo más y su esposo tuvo que llevarlo al campo con su unidad canina para el ejército nazi[...]
En ese entonces existían los bóxers de color negro. Su primer criador fue un hombre bastante desagradable. Se especula que los primeros bóxers negros salieron de una cruza entre bulldog y schnauzer. En realidad la ascendencia no era demasiado importante, dado que en ese entonces se registraban pocos perros y muchos no registrados eran usados para cría. Pero dicha historia, y el comportamiento algo desagradable de su dueño, causaron una fuerte oposición contra los bóxers negros.[cita requerida]
Entre sus perros había una perra pequeña, insignificante, que fue apareada con un hijo de Rolf von Vogelsberg. De dicha unión nació Flock von der Adelegg, un macho con buenas características, Miriam lo usaría en un experimento. Aunque había algo de demanda por los bóxers negros, estos eran los parias de la raza. Era un desafío, por lo que decidió probar suerte. Cruzó a Rassel, hija de Rolf von Vogelsberg, con Flock von der Adelegg, nieto de Rolf. El resultado fue como ella esperaba una hembra negra, un macho atigrado y un macho negro con mucho blanco. Los tres eran de buena calidad.
En 1918 exhibió a uno de ellos, el macho blanco y negro, en la exposición de Múnich. Era superior a los perros que competían y de no haber sido por el juez, que se negó a llevar adelante a un bóxer negro y blanco, hubiera sido el ganador.[cita requerida] Poco después, el color negro, aunque no constituía ninguna desventaja para la raza, fue prohibido y el bóxer negro se extinguió[...][cita requerida]
La terminación de la guerra trajo un gran cambio a la vida de Miriam Stockmann. Vendió su gran casa, compró la granja Reichschmitt y murió su esposo Philip Stockmann. A partir de ese momento tuvo muchas pérdidas y decepciones. Rolf von Vogelsberg, que había ganado su último título de campeón a los once años de edad, murió de repente. Sus otros perros sufrían toda clase de enfermedades de la piel y apenas podía conseguir alimentos y medicinas. Una preciosa camada de Rassel con Ch. Alexander von Deutenkofen, murió cuando tenían cuatro meses[...]
En la parte culminante del libro, Miriam comenta que su vida no terminó ahí, y dice haber hecho estos sacrificios para salvar a la raza bóxer, ya que las guerras ocasionaron una disminución, aunque ella la mantuvo firme.
Otros bóxers notables en el criadero y que aportaron mucho a la raza, son:
- Zwibel vom Dom, hembra
- Laska vom Dom, hembra progenitora de buenas crías para el criadero
- Rival vom Dom, macho
- Godewind vom Dom, macho campeón alemán
- Sigurd vom Dom, macho
- Lustig vom Dom, macho

## Descripción

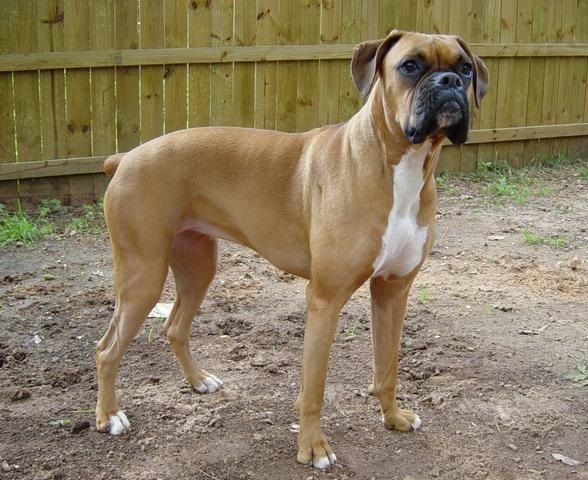
Bóxer hembra color café.

Entre sus rasgos físicos se encuentran una cabeza fuerte, mandíbula inferior prognática, cuya presión mandibular es generalmente de 122 kg/cm²,[cita requerida] hocico chato con una característica máscara negra. Anteriormente los criadores cortaban las orejas para que parecieran más bien largas y sitas en alto. Son utilizados como bomberos por su buen olfato y valentía en grandes catástrofes;[cita requerida] en cuanto a cuidados son mínimos.

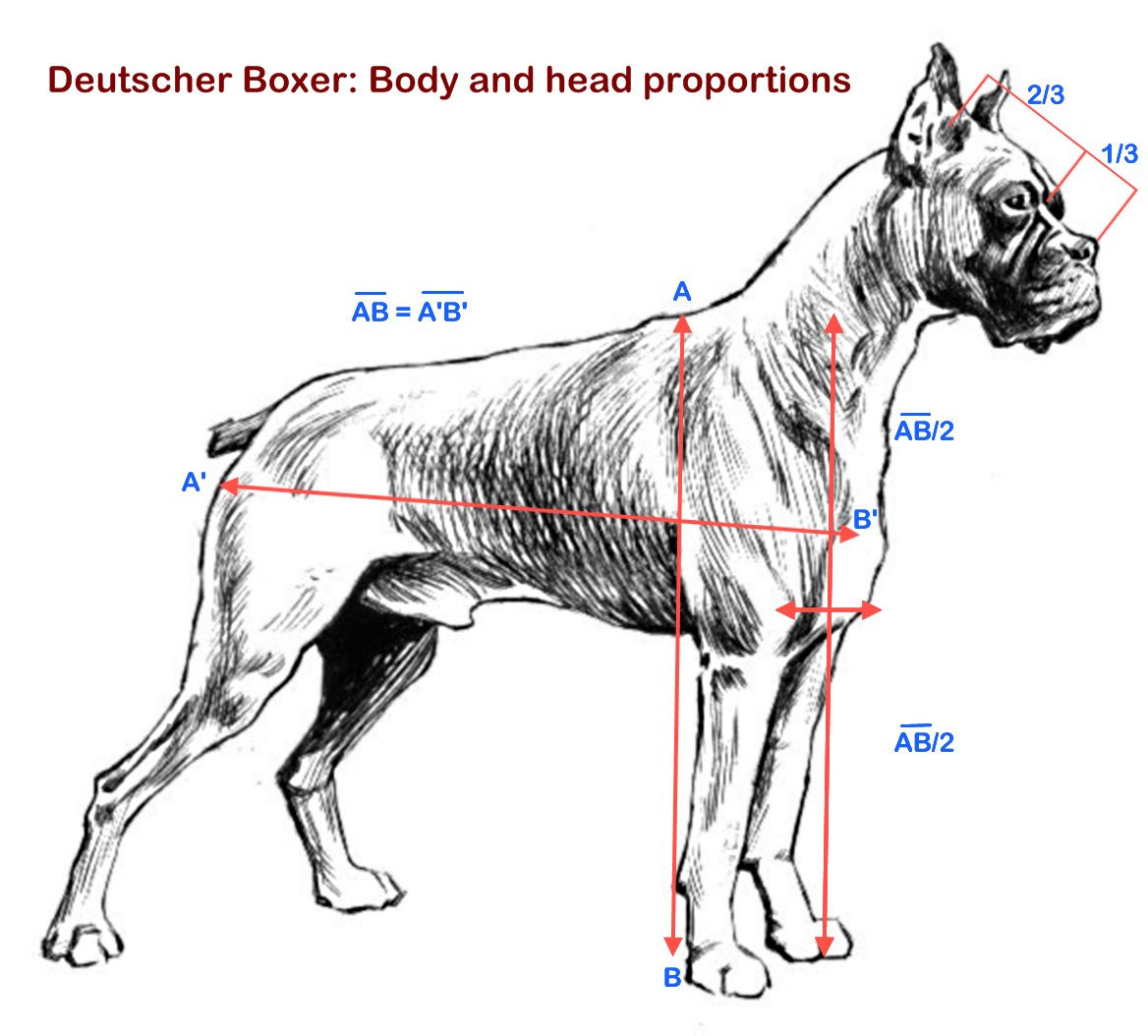
Proporciones estándar de la raza bóxer.

Entre sus características físicas se encuentran una cabeza elegante, mandíbulas pronunciadas, morro enmascarado, orejas de botón, ojos de color marrón, idealmente lo más oscuro posible, cuello largo, fuerte, elegante y musculoso. Pecho amplio y patas traseras musculosas.
El bóxer tiene el pelo corto, brillante y suave, de color leonado o atigrado. Puede presentar manchas blancas, denominadas pseudo-irish spotting que incluso pueden llegar a tapar el color del pelaje entero.
El macho mide entre 57 y 63 cm de altura desde la cruz y pesa unos 33 kg sin peso máximo, La hembra tiene una altura de entre 53 y 59 cm y pesa unos 25 kg sin peso máximo.
En algunos países, como EE. UU. el estándar de raza prevé la caudectomía y otectomía.  El estándar actual de la FCI ya no contempla ninguna de estas prácticas y los perros Bóxer que se presentan en exposiciónes caninas, deben mantener su cola y orejas naturales. En muchos países de la Unión Europea, tanto la caudectomía como la otectomía están prohibido por leyes de Bienestar Animal, salvo en casos puntuales. 

### Orejas
Las orejas se encuentran ubicadas en la parte más alta del cráneo y caen sobre las mejillas cuando no están amputadas. Cuando el perro está atento, las orejas se dirigen hacia delante marcado un pliegue.

### Cola
La cola natural es larga y fuerte, de inserción más bien alta que baja, y llevada en forma de sable.

## Temperamento

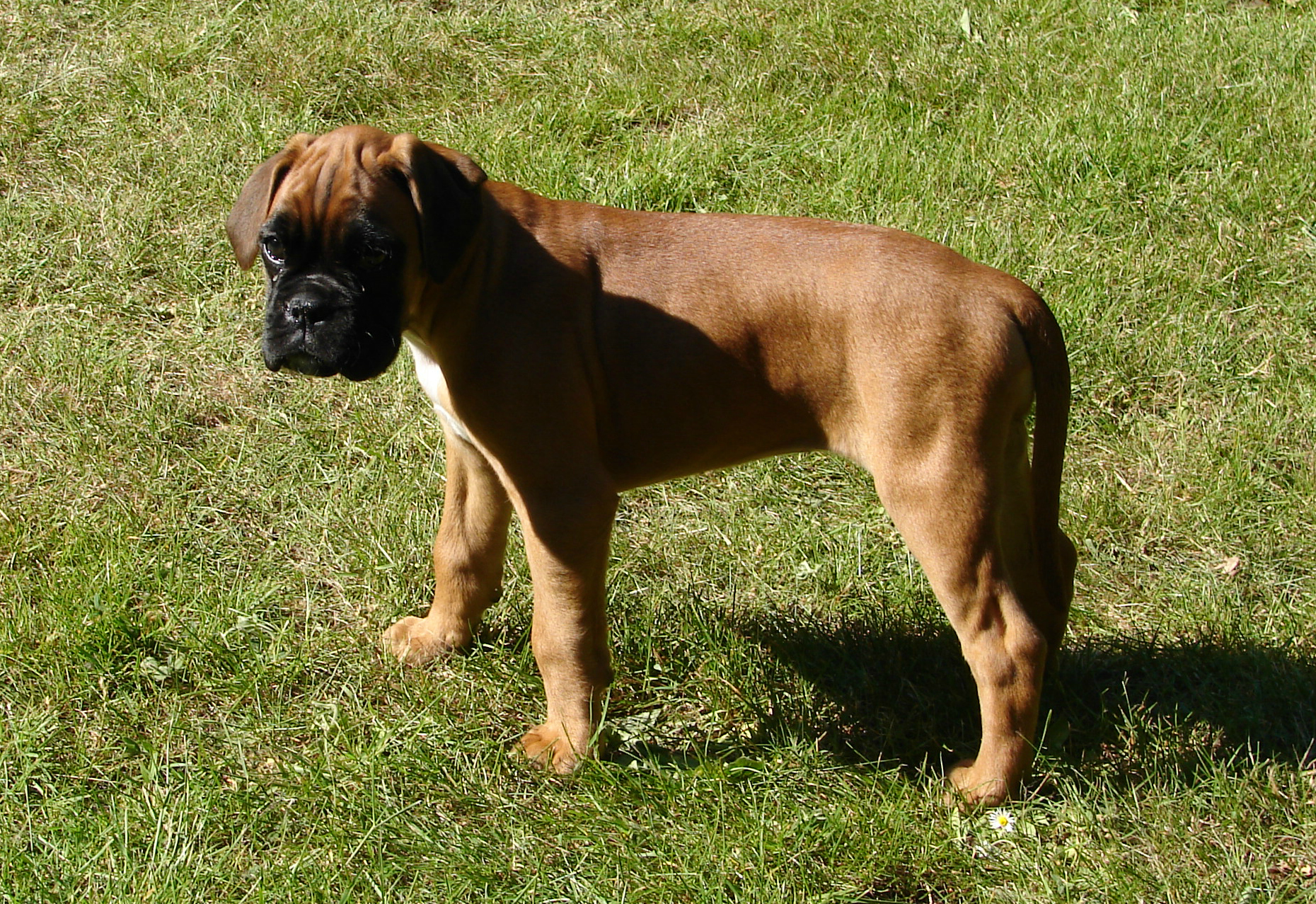
Desde temprana edad el adiestramiento y la socialización son primordiales para que no desarrolle comportamientos agresivos, dominantes o inseguros.

Es un perro fiel, vigilante y activo. Requiere de ejercicio regular para evitar problemas de comportamiento, y adiestramiento para encauzar su energía. La raza tiende a ser dócil y leal a su familia, sin embargo, puede ser feroz, dominante y territorial, por lo que es necesario socializarlo desde temprana edad, ya que puede atacar con gran velocidad y potencia a otros perros (especialmente a los machos) cuando alguno de los suyos es agredido o prevé que puede serlo.
A nivel inteligencia, el bóxer ocupó el puesto 48 en la clasificación de Stanley Coren acerca de la inteligencia de los perros.
Bien educados y socializados son buenos perros para estar con los niños, y protegerlos (debido a su instinto de protección), también soportan mejor los juegos de los niños[cita requerida], a veces pesados, y no se cansan de jugar. Si el cachorro tiene un año a dos es el momento ideal para encariñarse con niños y adultos, pues el bóxer puede llegar a ser algo brusco jugando.

### Mantenimiento y ejercicio
Para su buena salud y desarrollo, el bóxer necesita realizar bastante ejercicio y llevar una dieta controlada. La cantidad de ejercicio y alimento depende de la edad. El cachorro pequeño, antes de ser destetado y separado de sus hermanos, juega con los demás hasta que se cansa, y todos se enroscan a descansar. Este ejercicio, con suficiente descanso, es esencial para el crecimiento de los cachorros. A medida que va creciendo, necesita hacer ejercicio para mantenerse en condiciones y desarrollar su musculatura. Además de hacerlo jugar con distintos elementos, como puede ser una pelota, es indispensable sacar al perro a pasear diariamente y proporcionar un ejercicio equilibrado y saludable.
Para desarrollar todo su potencial en la edad adulta, es indispensable estimularlo mental y físicamente desde cachorro, algunas de ellas son: ejercicio diario —tres sesiones con 30 minutos cada una—, para que así socialice, conozca objetos nuevos, pueda hacer sus necesidades o adquiera la musculatura que tendrá como adulto; otra es darle afecto y disciplina, afecto cuando haga cosas buenas y disciplina para que sea un perro equilibrado. Puede vivir perfectamente en un piso, preferiblemente en familia, donde haya gente, mientras se le saque a pasear dos veces al día, haciendo que se mueva, es buena idea para que no se estrese salir a correr con él, o llevarlo en paseos con la bicicleta, pero siempre recordar no hacerlo en épocas de calor extremo u horas de máximo calor, pues por su anatomía craneal puede acarrear problemas respiratorios, y puede fatigarse o morir,

## Salud

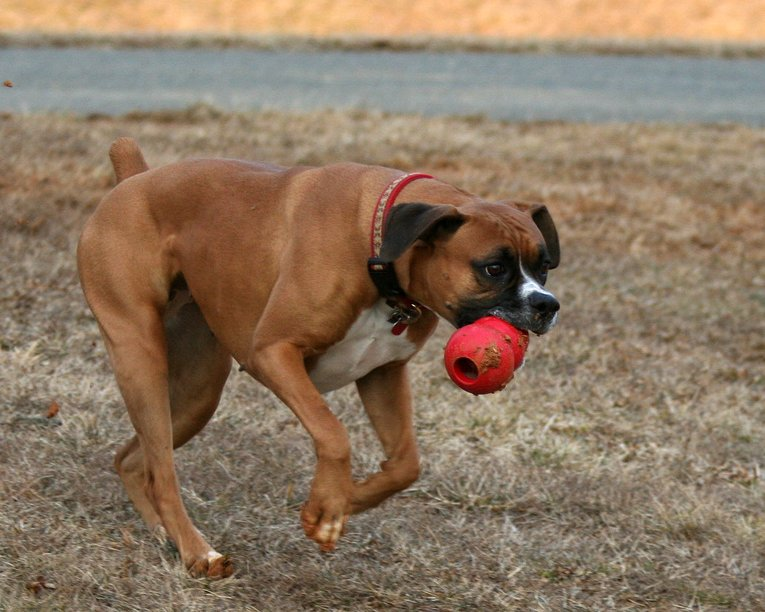
El bóxer es un perro activo que requiere de ejercicio y juego diario.

El promedio de vida del bóxer, basado en varias encuestas en Reino Unido, Dinamarca, y Alemania, es de aproximadamente 9.8 años.
Los principales problemas de salud en la raza son la propensión al cáncer, enfermedades del corazón, tales como estenosis aórtica y la miocardiopatía arritmogénica del ventrículo derecho (la llamada «cardiomiopatía arritmogénica del bóxer»), hipotiroidismo, displasia de cadera, mielopatía degenerativa y epilepsia; otras condiciones que se pueden encontrar son: dilatación gástrica y torsión gástrica (hinchazón), problemas intestinales, y alergias (aunque estos últimos pueden estar más relacionadas con la dieta).
Ocasionalmente se observa entropión, una malformación del párpado que requiere corrección quirúrgica, y algunas líneas tienen tendencia hacia la espondilosis deformante, una fusión de la columna vertebral, o distocia. Otras condiciones que son menos comunes, pero ocurren con más frecuencia en los bóxers que en otras razas, son la colitis ulcerosa histiocítica (a veces llamada «Colitis del bóxer»), una infección invasiva de E. coli,
De acuerdo con el estudio de salud de la raza, realizado por el Kennel Club británico, el cáncer y los tumores (como la estenosis sub-aótica y pulmonar) representa el 38,5 % de las muertes, seguido de vejez (21,5 %), cardiopatía y arritmia cardíaca (6,9 %) y trastornos gastrointestinales (6,9 %). Otras menos frecuentes son displasia de cadera. y úlceras corneales indolentes, a menudo se llama úlcera tórpida o «úlcera del bóxer».
Pueden ser delicados de piel y padecer algún tipo de enfermedad cutánea; la dermatitis alérgica es la más común. 

### Color blanco
Los bóxers con marcas blancas que cubren más de un tercio de su manto —convencionalmente llamados bóxers «blancos»— no son ni albinos ni poco frecuentes, aproximadamente el 20-25 % de todos los bóxers que nacen de padres con marcas blancas son de color blanco. Genéticamente hablando, estos perros son o de color leonado o de color atigrado, con excesivas marcas blancas que recubren el color base de su manto. Como en los humanos de piel clara, los bóxers blancos tienen un mayor riesgo de cáncer de piel y quemaduras solares que los bóxers de color[cita requerida]. El responsable de las marcas blancas en los bóxers es el gen pseudo-irish spotting(Ssp), cuando se cruzan dos padres portadores del gen Ssp  y transmiten a un cachorros dos copias de ese gen, el cachorro nacerá como Piebald homocigoto(spsp). El Piebald homocigoto está vinculado a la sordera neurosensorial congénita en perros. Se estima que alrededor del 18 % de los bóxers blancos son sordos en uno o ambos oídos, aunque las organizaciones de rescate del bóxer ven casi el doble de ese número.
La sordera se desarrolla en el cachorro en sus primeras semanas de vida, comenzando cuando el canal auditivo está todavía cerrado. El proceso es complejo, pero se puede resumir diciendo que se produce a causa de la ausencia de células productoras de pigmento (melanocitos) en los tejidos internos del oído. Este tipo de sordera no es exclusiva del bóxer blanco, ya que se produce también en otras razas que son blancas por la misma razón, como por ejemplo, el dálmata, el bullterrier blanco, entre otras.
En el pasado, los criadores a menudo sacrificaban a los cachorros blancos al nacer; hoy en día, la mayoría de los criadores ponen a los cachorros blancos en casas como mascotas. Los bóxers blancos no pueden participar en la mayoría de las exhibiciones caninas debido al estándar oficial de la raza. Aunque en 2010, el Club del bóxer alemán abrió una clase especial bóxers blancos, haciendo posible así su participación, aunque sin posibilidad de optar al título de campeón. No obstante, la mayoría de clubs nacionales del bóxer en el mundo prohíben la cría específica de estos ejemplares. Estos perros pueden competir en eventos de obediencia o agility, y, al igual que sus homólogos de color, desempeñarse bastante bien como perros de servicio y de terapia.

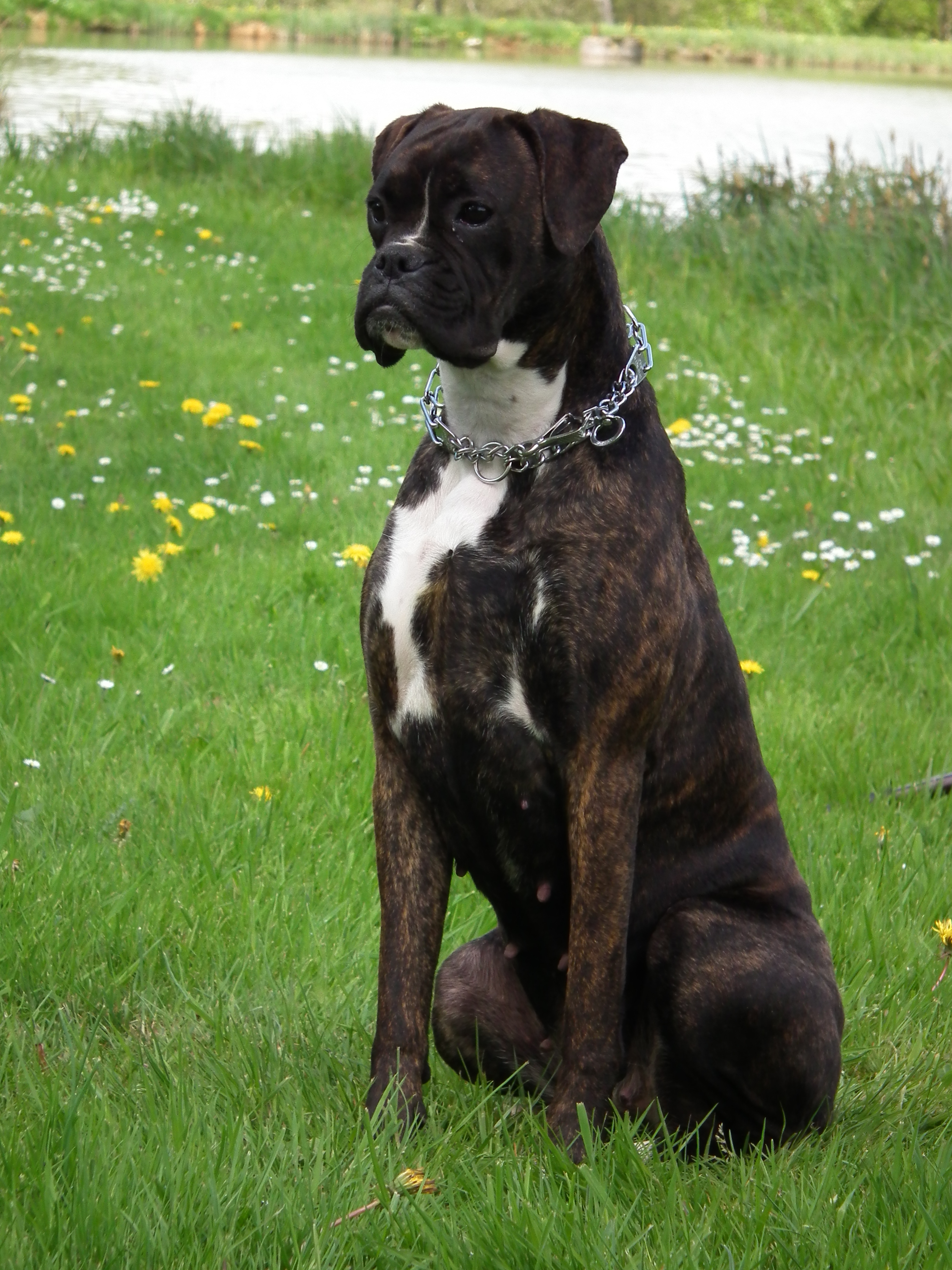
El color atigrado puede ser con o sin marcas blancas
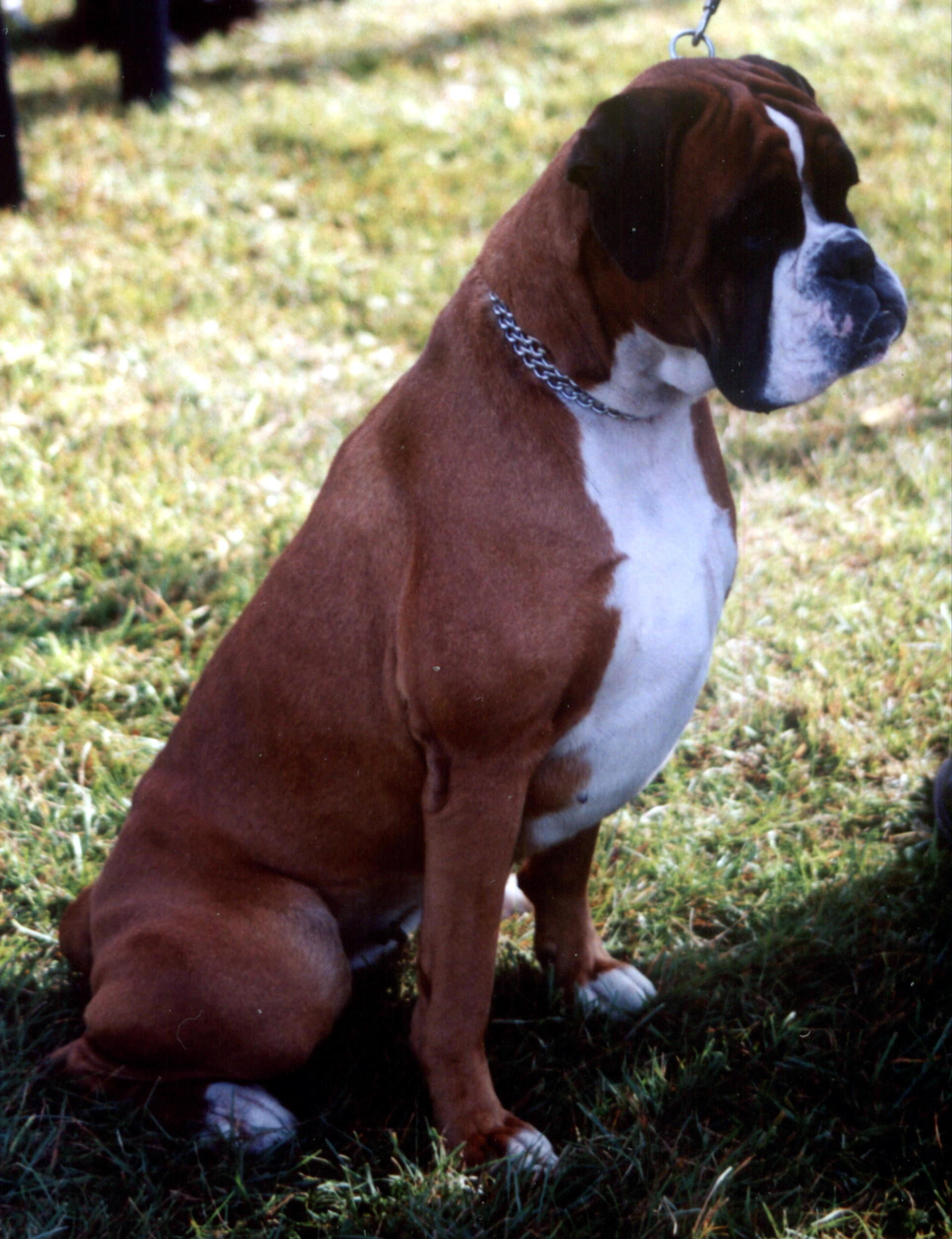
Un bóxer leonado
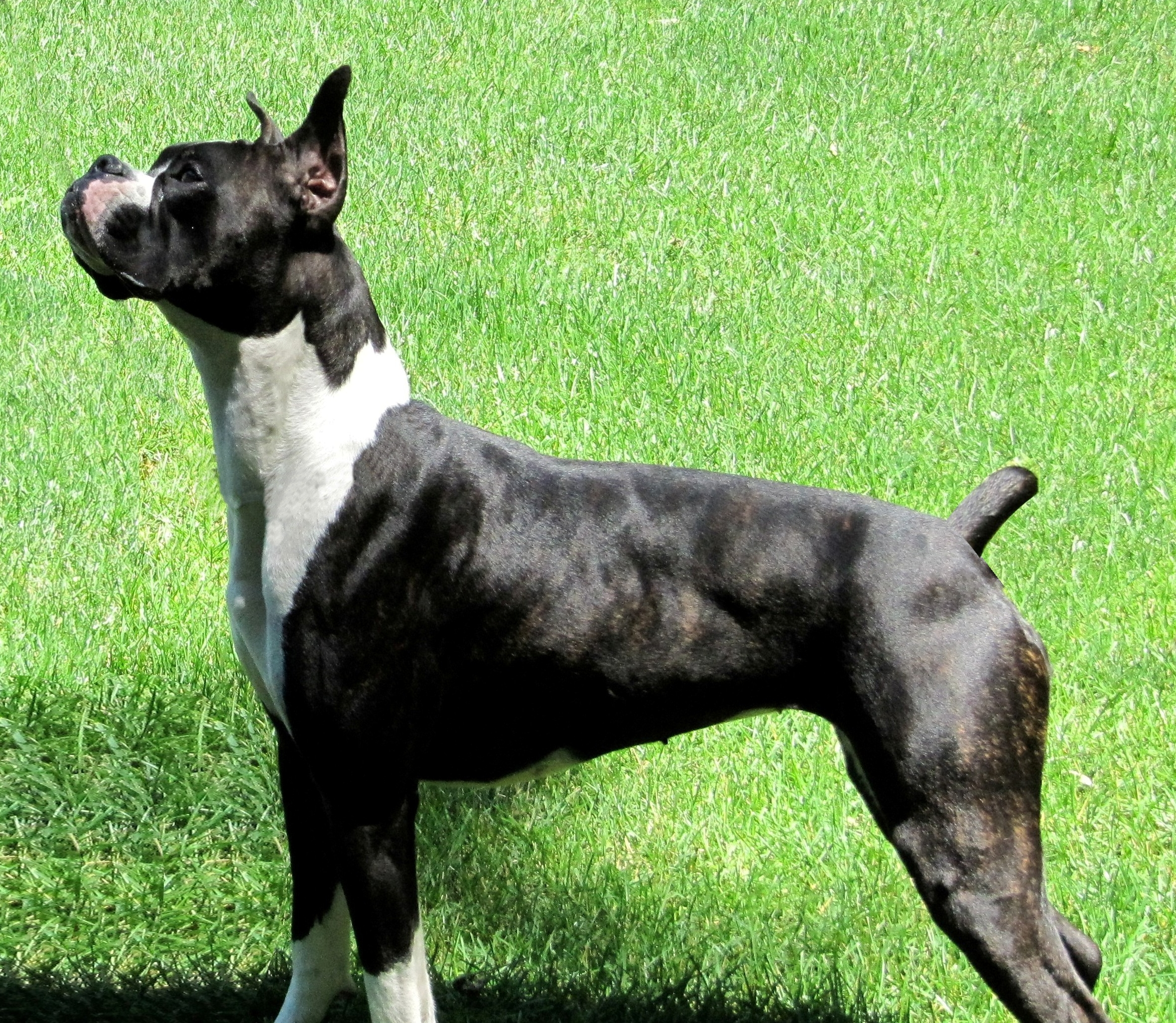
Un bóxer atigrado "oscuro", con cola y orejas cortadas
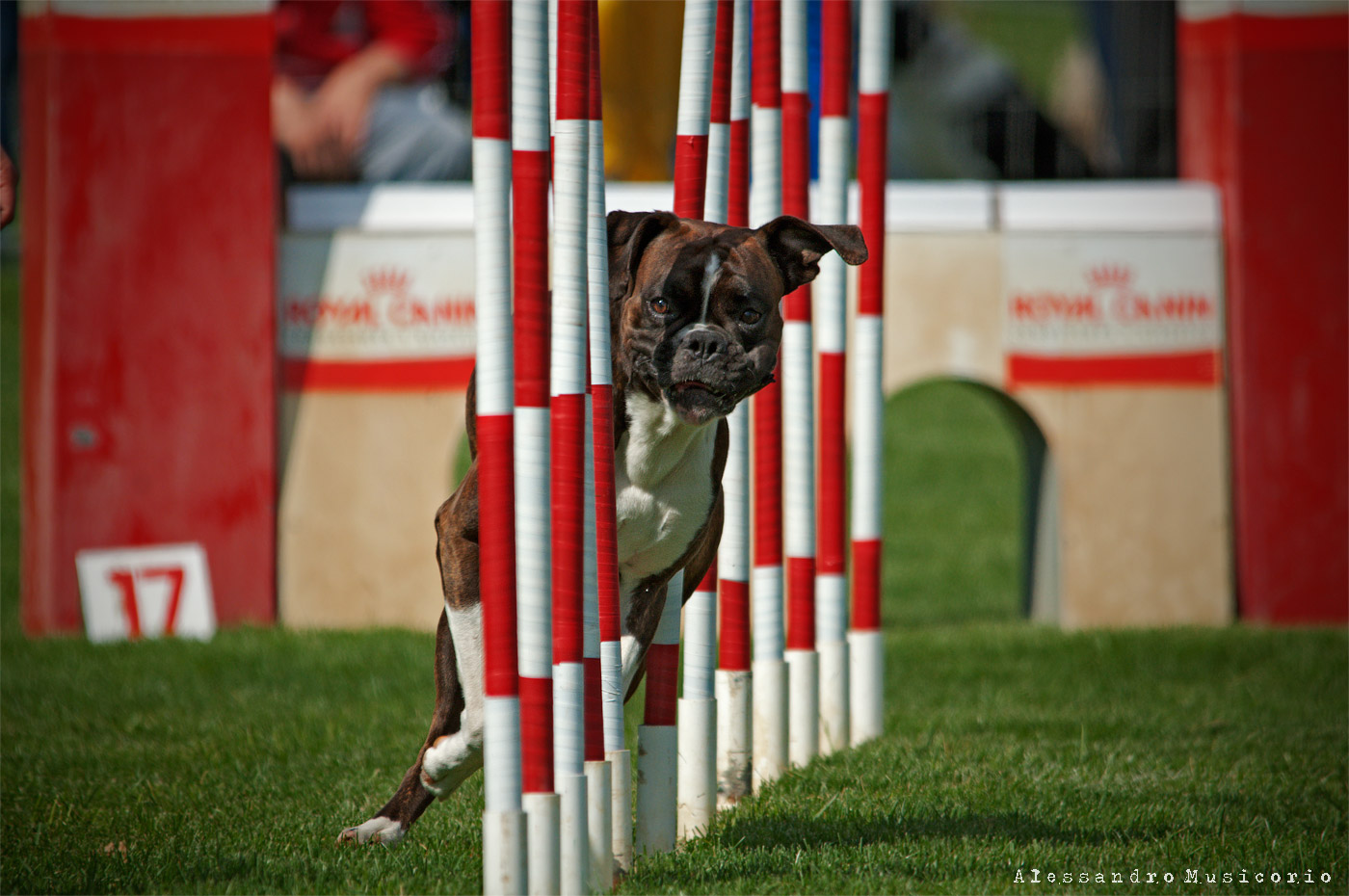
Ejemplar pasando el obstáculo de eslalon en Agility

## Información anatómica
| Estado   | Ritmo cardíaco | Frecuencia respiratoria    | Temperatura corporal | Presión arterial |
| -------- | -------------- | -------------------------- | -------------------- | ---------------- |
| Cachorro | 110-120/minuto | 18-20 respiraciones/minuto | 39,5°C               | 145-170 mmHg     |
| Adulto   | 90-110/minuto  | 16-18 respiraciones/minuto | 38°-38,5°C           | 105 mmHg         |
| Vejez    | 70-80/minuto   | 14-16 respiraciones/minuto | 38°C                 | 100-90 mmHg      |

Nota:En la presión arterial si rebasa niveles mayores a 170, el perro puede presentar hipertensión arterial. Ahora en los niveles de temperatura corporal, el perro si tiene una temperatura baja puede presentar Hipotermia, pero si es elevada puede tener una infección o incluso la muerte, por ser braquicéfalo el jadeo se vuelve constante.
Pubertad de la raza
- Machos: 7-10 meses
- Hembras: 6-12 meses

El Celo en la raza
- Cantidad: 2 al año
- Duración: +/- 21 días

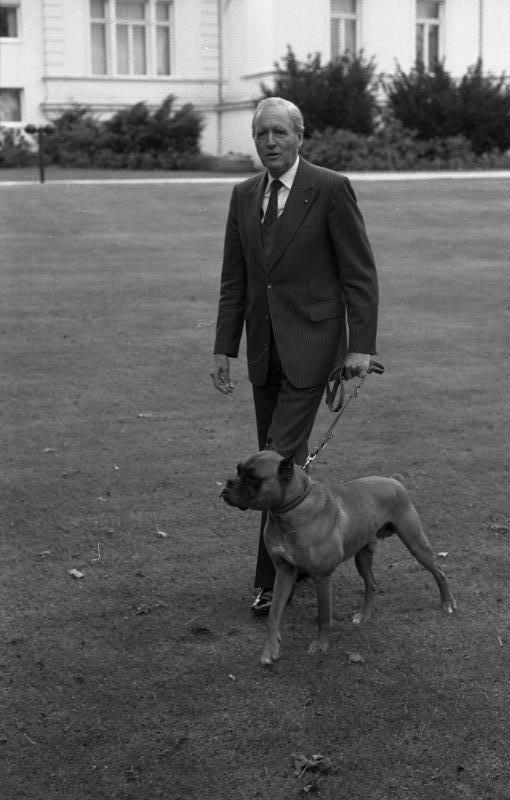
Karl Carstens paseando a su bóxer "Ben", en el parque de la casa presidencial en ese tiempo

- Periodo favorable: 9°-13° día del celo
- Duración de gestación: 58-63 días

Revisión de sangre
- Glóbulos rojos: 5.5-8.6 millones/mm³
- Glóbulos blancos: 6-17 millones/mm³
- Plaquetas: 200-600 mil/mm³
- Amilasa: 370-1,670 UI/litro
- Calcio: 7.5-12 mg/decilitro
- Bilirrubina: 1 mg/decilitro
- Creatinina: 0.5-1.8 mg/decilitro
- Fosfatasa alcalina: 10/120 UI/litro
- Fósforo: 2-7 mg/decilitro
- Lipasa: 190 UI/litro
- Glucosa: 53-117 mg/decilitro
- Urea: 19-55 mg/decilitro
- Transaminasas: GOT=10-55 UI/litro GPT=10-77 UI/litro

## Ejemplares célebres
- Facha, macho bóxer del reconocido jugador de fútbol Lionel Messi.[40]

- Bruno, el macho bóxer del actor famoso de la serie CSI: Las Vegas, William Petersen conocido como "Gil Grissom".[41]
- Mathias, un macho bóxer de guerra. Fue el único condecorado con la cruz de Hierro en Alemania, por haber socorrido a 17 soldados heridos durante la Segunda Guerra Mundial.[42]
- Ben, macho bóxer de Karl Carstens, el quinto presidente federal de Alemania.
- Buckley y Brennen, machos bóxer de la estrella pop Justin Timberlake, propietario de My Space.
- Zambi, hembra proveniente de Argentina. Famosa por rescatar a 13 alumnos de un autobús escolar tras accidente vehicular, en el cual fallecieron 4 niños y su profesora Marta Soriano.[cita requerida]
- Major, un macho bóxer de Bill Rusko. Famoso por salvar a dos hermanos y su primo del ataque de un oso.[cita requerida]